# 东欧平原

东欧平原

东欧平原位于欧洲东部，面积近400万平方公里，是世界上最大的平原。范围北起北冰洋，南至黑海、里海之滨；东起乌拉尔山，西至波罗的海，平均海拔170米。东欧平原大部分在俄罗斯境内，因此又称为俄罗斯平原、欧俄平原。它是歐亞草原，尤其是欽察荒原的延伸。俄罗斯乌拉尔山以西部分、爱沙尼亚、拉脱维亚、立陶宛、白俄罗斯、乌克兰等国都在这片波状平原上。平原的最高點位於瓦尔代丘陵，海拔 346.9（1,138.1英尺）。
东欧平原有海拔300-400米的瓦尔代丘陵、中俄羅斯高地、伏尔加河沿岸丘陵等，并有低于洋面的里海低地。自北向南有苔原、森林、森林草原和草原带。里海北岸为半荒漠和沙漠。平原南部地形较平坦。以流水侵蚀作用为主，冲沟、平谷地貌比较发育。平原上有伏尔加河、顿河和第聂伯河等著名大河。
由于地形波浪起伏，面积广大，各地的气候并不相同，动植物分布的差异也很大。从北向南，依次是严寒的苔原带、比较寒冷的森林带、气候适中的森林草原带、最南边的草原带。其中森林带占了平原面积一半以上。
东欧平原上煤、铁、石油、锰等资源豐富，如世界著名的顿巴次煤田、库尔斯克和克里沃罗格铁矿区、尼科波尔锰矿区、第二巴库油田。人口稠密，工农业和水陆交通发达，以莫斯科为中心，分布許多重要工矿区，為俄罗斯心脏地帶。

## 其他主要地貌
以下主要地貌特徵位於東歐平原內（通常從北到南列出）。
- 俄羅斯北部低地
- 波羅的高地[來源請求]
- 白俄羅斯嶺
- 庫馬-馬內奇盆地
- 布古利馬-別列別伊高地
- Vyatskie Uvaly

## 外部鏈接
维基共享资源上的相關多媒體資源：东欧平原
- （乌克兰語）东欧平原 （页面存档备份，存于） - Ukrainian Soviet Encyclopedia
- （俄文）东欧平原 （页面存档备份，存于） - 苏联大百科全书

1. ↑  伍光和等 (编).  4版. 北京: 高等教育出版社. 2008-04(2023-11重印): 251. ISBN 978-7-04-022876-2.